# Aéroport d'Altay
Pour les articles homonymes, voir Altaï (homonymie).
L'Aéroport d'Altay (code IATA : AAT • code OACI : ZWAT) (en chinois: 阿勒泰机场) est un petit aéroport desservant la ville d'Altay, dans la province du Xinjiang, au nord-ouest de la Chine.

## Compagnies et destinations
- China Southern Airlines (Ürümqi)